# Winfried Glatzeder

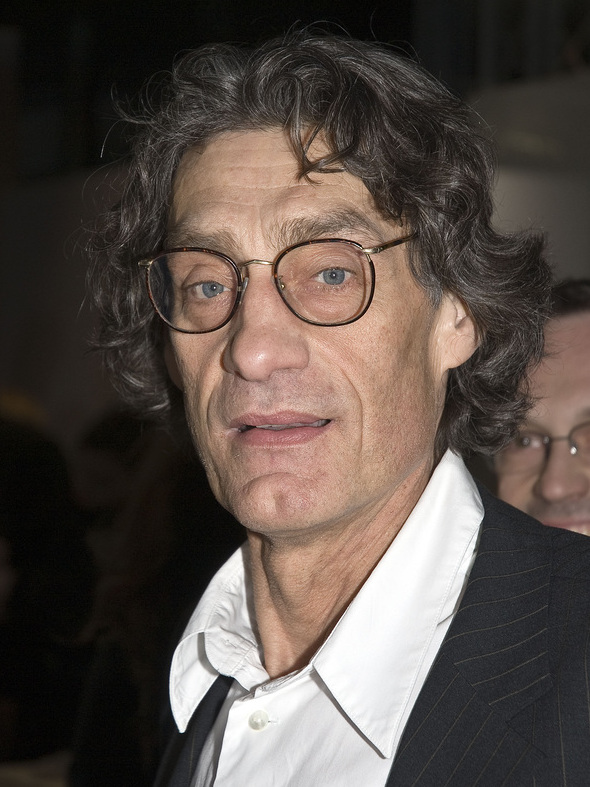
Winfried Glatzeder (2008)

Franz Winfried Glatzeder (* 26. April 1945 in Zoppot, Reichsgau Danzig-Westpreußen) ist ein deutscher Schauspieler. Von den Medien oft als „Belmondo des Ostens“ betitelt, machte er ab den 1960er Jahren zunächst in der DDR Karriere. Anfang der 1970er Jahre gelang ihm durch Hauptrollen in Filmen wie Zeit der Störche und Die Legende von Paul und Paula der schauspielerische Durchbruch. Von 1996 bis 1998 spielte Glatzeder in der Fernsehreihe Tatort die Rolle des Kommissars Ernst Roiter. Seitdem ist er vorwiegend in Theaterproduktionen zu sehen.

## Leben

### Kindheit und Ausbildung
Winfried Glatzeder kam als einziges Kind des Miederwarenvertreters Franz Glatzeder und seiner Frau Ellen, geb. Werner, einer gelernten Kunstweberin, in Oliva bei Zoppot (heute: Sopot, Polen) zur Welt. Seine Mutter war jüdischer Abstammung (sogenannte „Vierteljüdin“) und versteckte während der Zeit des Nationalsozialismus ihre Großmutter, um sie vor der Deportation zu bewahren. Seine Eltern hatten 1942 geheiratet, Glatzeders Vater starb 1944 in sowjetischer Kriegsgefangenschaft. Seine Mutter hielt sich nicht an den am 19. März 1945 verkündeten Befehl, dass die Zivilisten Zoppot räumen sollten, so dass er dort geboren wurde. Kurz darauf wurde seine Mutter in eine Psychiatrie eingewiesen, in der sie an Tuberkulose erkrankte und fortan viele Jahre in Sanatorien verbrachte.
Mit seinen Großeltern gelangte Glatzeder 1945 nach Berlin. Sein Großvater, der Bauunternehmer Gustav Adolf Werner, wurde kurz darauf Bürgermeister von Berlin-Lichtenberg und Friedrichshain. Glatzeder wuchs in privilegierten Verhältnissen auf, verbrachte die Zeit der Arbeitsreisen seiner Großeltern jedoch in einem Kinderheim. Im Alter von fünf Jahren traf er erstmals seine Mutter wieder. Sie kehrte zur Familie zurück, als Glatzeder zehn Jahre alt war.
Mit dem Theater kam Glatzeder erstmals während der Schulzeit in Berührung, als er Mitglied der Arbeitsgemeinschaft Theater des Hauses der Pioniere in Berlin-Lichtenberg wurde. Seine erste Rolle wurde der Schneider Hupf nach einem Märchen der Brüder Grimm. Glatzeder absolvierte nach Ende der Schulzeit eine Ausbildung zum Maschinenbaufacharbeiter beim VEB Kühlautomat in Berlin-Johannisthal. Zu seinen Mitlehrlingen gehörte Wilfried Loll, mit dem er während der Lehre eine Kabarettgruppe gründete. Glatzeder studierte nach Ende der Lehrzeit ab 1965 an der staatlichen Hochschule für Film und Fernsehen in Potsdam-Babelsberg. Wichtige Dozenten wurden B. K. Tragelehn und vor allem Fritz Marquardt, den er rückblickend als Ersatzvater beschrieb. Zu seinen Kommilitonen gehörten Jaecki Schwarz, Thomas Brasch und Jürgen Karl Klauß. Glatzeder spielte während des Studiums unter anderem in der umstrittenen Aufführung von Wie es euch gefällt in einer Übersetzung von Heiner Müller den Narren Probstein. Die Inszenierung wurde nach wenigen Aufführungen wegen Obszönität verboten. Sein Studium schloss Glatzeder 1969 mit einer Diplomarbeit über die Clownsfiguren bei Shakespeare ab.

### Theater und Film in der DDR
Nach Ende seines Studiums erhielt Winfried Glatzeder im September 1969 ein Engagement am Hans-Otto-Theater in Potsdam. Während einer Aufführung von Maxim Gorkis Nachtasyl in einer Inszenierung von Peter Kupke, in der Glatzeder den Schauspieler spielte, wurde er vom Chefdramaturgen der Berliner Volksbühne Karl-Heinz Müller entdeckt und 1971 an die Volksbühne verpflichtet. Hier blieb er bis 1977 Ensemblemitglied. Unter anderem spielte er 1971 unter Benno Besson den Flieger Yang Sun in Der gute Mensch von Sezuan.
Bereits während seiner Studienzeit hatte Glatzeder als Kleindarsteller in Kino- und Fernsehfilmen mitgewirkt und Massenszenen synchronisiert. Unter anderem war er in einer Nebenszene in Spur des Falken zu sehen. Erstmals im Fernsehen spielte Glatzeder unter der Regie von Ulrich Thein 1969 in Unbekannte Bürger. Die Rolle des Schauspielstudenten Bel[o]mondo brachte ihm seinen Spitznamen ein: „Seit diesem Film und dank meiner breitgeschlagenen Nase wurde ich von den Journalisten ‚Belmondo des Ostens‘ genannt“, schrieb Glatzeder in seiner Autobiografie. Einen darstellerischen Bezug zu Jean-Paul Belmondo gab es dabei nicht.
Seinen Durchbruch als Darsteller schaffte Glatzeder 1971 in der Rolle des jungen, unkonventionellen Bohrarbeiters Christian in Siegfried Kühns Zeit der Störche. Seine Erfahrung als Vater – sein zweiter Sohn Robert war 1971 auf die Welt gekommen – verarbeitete er in der Rolle des Studenten der Gesellschaftswissenschaften Erwin Graffunda in Der Mann, der nach der Oma kam. Der 1972 in den Kinos angelaufene Film avancierte zu einer der erfolgreichsten DEFA-Komödien. Über die Grenzen der DDR wurde Glatzeder mit seiner Darstellung des Liebhabers Paul in dem DDR-Kultfilm Die Legende von Paul und Paula bekannt, der 1973 in die Kinos kam. Er spielte dabei an der Seite von Angelica Domröse, die wie er Ensemblemitglied der Berliner Volksbühne war. Der Film lief unter anderem in der Bundesrepublik Deutschland, Österreich und in der Schweiz, wobei Glatzeder und Domröse an der Premiere in München teilnahmen. Seine Darstellung des Till Eulenspiegel in Rainer Simons gleichnamigem Film wurde von der Kritik als „eine schauspielerische Meisterleistung“ gelobt, während die Kritik die derbe Filmsatire selbst als geschmacklos und provokativ bezeichnete. Die Rolle des Parteisekretärs Druskat in Lothar Bellags Fernsehmehrteiler Daniel Druskat lehnte Glatzeder ab und nahm stattdessen die Rolle des Jacques in Bessons Inszenierung von Shakespeares Wie es euch gefällt an. Glatzeder überwarf sich 1977 mit Besson und löste daraufhin seinen Vertrag mit der Berliner Volksbühne auf. Ab Januar 1978 war er mit einem Exklusivvertrag Schauspieler bei der DEFA. Der Vertrag sah vor, dass Glatzeder pro Jahr einen Film zu drehen habe. Er drehte 1978 die Filmkomödie Zünd an, es kommt die Feuerwehr. Eine filmische Fortsetzung von Die Legende von Paul und Paula wurde 1979 dagegen abgelehnt. Im Jahr 1980 drehte er Asta, mein Engelchen mit Erwin Geschonneck sowie ab 1980 Horst E. Brandts Die Kolonie, wodurch er einer Nachmusterung zum Wehrdienst in der NVA entging.

### Ausbürgerung und Zeit in der Bundesrepublik
Im Februar 1981 stellte Winfried Glatzeder einen Antrag auf Entlassung aus der Staatsbürgerschaft der DDR. Er hatte „endgültig genug. Ich konnte und wollte es nicht mehr ertragen, dass andere Leute über das bestimmen, was für mich gut ist, und dass noch im Altersheim am schwarzen Brett stehen würde: ‚Die Parteigruppe spricht‘.“ Seit den 1960er Jahren war Glatzeder vom Ministerium für Staatssicherheit observiert worden. Glatzeder stellte ab 1981 mehrere Ausreiseanträge, bevor er am 21. Juli 1982 in die Bundesrepublik ausreisen durfte und ausgebürgert wurde.
In der Bundesrepublik konnte er seine Karriere fast nahtlos fortsetzen. Seine erste Fernsehrolle übernahm er 1982 an der Seite von Thekla Carola Wied in Peter Beauvais’ Fernsehfilm Der Kunstfehler. Es folgten zahlreiche Filme für Kino und Fernsehen, darunter Vergeßt Mozart (1984) und Rosa Luxemburg (1986). Im Gangsterfilm Va Banque (1985) stand Glatzeder gemeinsam mit Joschka Fischer und Willy DeVille vor der Kamera. 1989 war er als Juwelier Georg Waasing in der ZDF-Serie Rivalen der Rennbahn erneut an der Seite von Thekla Carola Wied, die in der Serie seine Ehefrau Thea spielte, zu sehen. Zwar hatte Glatzeder während seiner Ausreisevorbereitungen ein Engagement am Schillertheater Berlin erhalten, kündigte seinen Vertrag jedoch bereits 1983 während der Proben zum ersten Stück Krankheit der Jugend von Ferdinand Bruckner. Erst 1987 wandte sich Glatzeder wieder dem Theater zu und spielte mit Gastvertrag am Düsseldorfer Schauspielhaus unter B. K. Tragelehn den Malvolio in Was ihr wollt. Es folgten unter anderem Sganarelle in Molières Don Juan (1988) und Clov in Samuel Becketts Endspiel (1991). Sein letztes Stück in Düsseldorf wurde 1995 Eduardo De Filippos Samstag, Sonntag, Montag, in dem er die Rolle des Charmeurs Luigi Ianniello übernahm.

### Entwicklung seit 1990

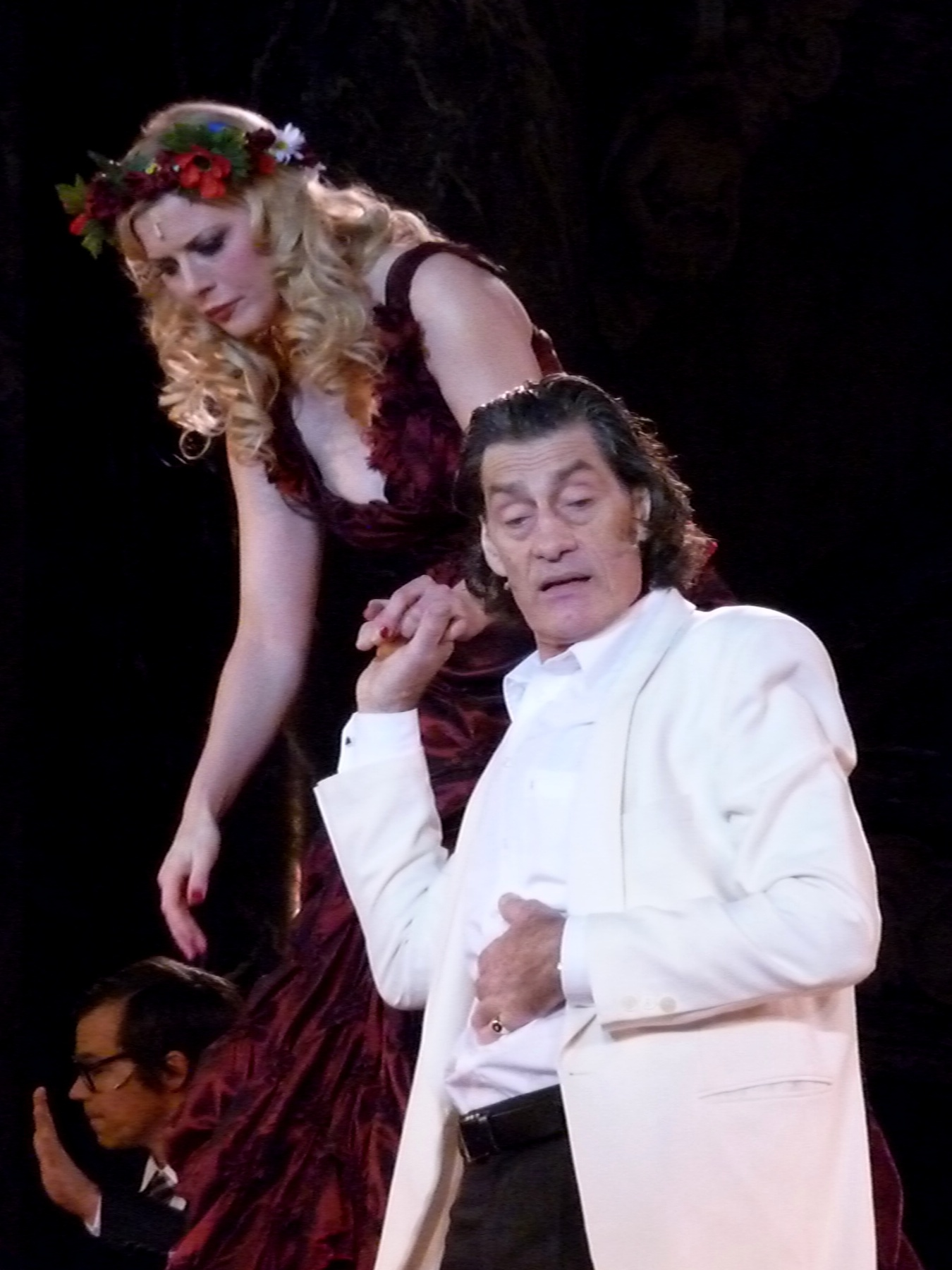
Winfried Glatzeder 2010 mit Eva Habermann in Jedermann

Winfried Glatzeder drehte ab 1990 erstmals wieder für die DEFA: Unter der Regie von Jürgen Brauer entstand Tanz auf der Kippe, der im Jahr 1989 spielt und 1991 in die Kinos kam. Weitere Filme waren Horst Seemanns Zwischen Pankow und Zehlendorf und Herwig Kippings Das Land hinter dem Regenbogen, die in den 1950er Jahren spielen. Nach mehreren Auftritten in Fernsehserien, darunter Derrick, erhielt Glatzeder 1996 die Rolle des Tatort-Kommissars Ernst Roiter. In zwölf Folgen war er bis 1998 im SFB zu sehen; rückblickend schätzte er die Qualität der Filme als eher schlecht ein. Als Filmschauspieler folgten seither vor allem Fernsehauftritte, Rollen in Kurzfilmen und Serien (u. a. Das Geheimnis des Sagala, Berlin, Berlin, Unser Charly). Im Kinofilm Sonnenallee war er in einer Referenz an Die Legende von Paul und Paula zu sehen.
Glatzeder widmete sich auch nach dem Engagement am Düsseldorfer Schauspielhaus dem Theater. Ab 1997 spielte er am Theater am Kurfürstendamm in Berlin an der Seite von Elisabeth Wiedemann, Herbert Köfer und Achim Wolff die Rolle des Eugen Schöller in dem auch fürs Fernsehen aufgenommenen Lustspiel Pension Schöller und war mit dem Stück bis 2007 auch auf Tournee. Ab 1999 hatte er die Rolle des Elwood P. Dowd in Jürgen Wölffers Berliner Inszenierung von Mein Freund Harvey inne, die ebenfalls auf Tournee ging. Am Renaissance-Theater in Berlin folgte 2002 Donald Margulies’ Stück Freunde zum Essen, in dem er die Rolle des Tom übernahm. Im Jahr 2006 verkörperte er bei den Karl-May-Festspielen in Bad Segeberg neben Gojko Mitić als Winnetou im Stück Winnetou III den Schurken Santer. Im gleichen Jahr erhielt er im Rahmen der Goldenen Henne mit Mitić und Jutta Hoffmann den „Ehrenpreis 60 Jahre DEFA“. Im darauffolgenden Jahr spielte Glatzeder an der Seite von Angelica Domröse am Hans-Otto-Theater Potsdam im Stück Filumena Martirano, was ein positives Presseecho hervorrief.
2008 besetzte ihn Regisseur Ulrich König als Schneidermeister in dem Märchenfilm Tischlein deck dich aus der ARD-Reihe Sechs auf einen Streich. In den Jahren 2008, 2010 und 2011 übernahm er bei den Jedermann-Festspielen im Berliner Dom die Hauptrolle des Jedermann. Diese Rolle verkörperte er zudem 2011 am Meininger Theater, wobei er auch Regie führte. Seit den 1970er Jahren ist Glatzeder regelmäßig auf Lesereise. Er arbeitet zudem als Synchron- und Hörspielsprecher.
Glatzeder nahm im Januar 2014 an der achten Staffel der Reality-Show Ich bin ein Star – Holt mich hier raus! auf RTL teil und erreichte den 5. Platz unter elf Teilnehmern.
2017 spielte er in der Agentenkomödie Kundschafter des Friedens einen ehemaligen DDR-Spion Harry. Für die Netflix-Serie Dark übernahm Glatzeder von 2019 bis 2020 in der zweiten und dritten Staffel die Rolle des alten Ulrich Nielsen. Seit 2020 moderiert er als Nachfolger von Otto Mellies die Sendung Abschied ist ein leises Wort des MDR. Im Januar 2024 war Glatzeder an der Seite seines Sohnes Robert in einer durchgehenden Serienhauptrolle als ehemaliger Kriminalhauptkommissar Justus Voit in der internationalen ARD-Mystery-Serie Oderbruch zu sehen.
Er nahm 2024 an der „Showdown der Legenden“ - Staffel von Ich bin ein Star – Holt mich hier raus! teil und wurde als zweiter von den Kandidaten herausgewählt.

### Privates
Winfried Glatzeder ist seit 1970 verheiratet. Der Ehe entstammen zwei Söhne, darunter der Schauspieler Robert Glatzeder (* 1971). Er hat einen weiteren Sohn aus einer früheren Beziehung. Im Jahr 2008 veröffentlichte Glatzeder mit Paul und ich seine Autobiografie. Er lebt in Berlin-Niederschönhausen.

## Filmografie

### Kino
- 1967: Ein Lord am Alexanderplatz
- 1967: Geschichten jener Nacht (Mehrteiler, Episode 3: Materna)
- 1968: Spur des Falken
- 1969: Jungfer, Sie gefällt mir
- 1969: Dr. med. Sommer II
- 1969: Hart am Wind
- 1969: Wie heiratet man einen König?
- 1970: Unterwegs zu Lenin
- 1971: Du und ich und Klein-Paris
- 1971: Zeit der Störche
- 1972: Tecumseh
- 1972: Der Mann, der nach der Oma kam
- 1972: Die Legende von Paul und Paula
- 1973: Das zweite Leben des Friedrich Wilhelm Georg Platow
- 1973: Städte und Jahre (Города и годы)
- 1975: Till Eulenspiegel
- 1976: Nelken in Aspik
- 1977: Trampen nach Norden
- 1977: Die Flucht
- 1979: Für Mord kein Beweis
- 1979: Der Katzenprinz (Kočičí princ)
- 1979: Zünd an, es kommt die Feuerwehr
- 1981: Asta, mein Engelchen
- 1980: Johann Sebastian Bachs vergebliche Reise in den Ruhm
- 1981: Die Kolonie
- 1984: Didi – Der Doppelgänger
- 1984: Vergeßt Mozart
- 1984: Danger – Keine Zeit zum Sterben
- 1985: Va Banque
- 1986: Rosa Luxemburg
- 1991: Zwischen Pankow und Zehlendorf
- 1991: Tanz auf der Kippe
- 1992: Das Land hinter dem Regenbogen
- 1996: Die kaukasische Nacht
- 1992: Gossenkind
- 1999: Sonnenallee
- 2001: Pinky und der Millionenmops
- 2005: Tantalus (Kurzfilm)
- 2006: Die Boxerin
- 2011: Le Havre
- 2013: Die Lebenden
- 2015: Der letzte Sommer der Reichen
- 2017: Kundschafter des Friedens

### Fernsehen

#### Fernsehfilme
- 1968: Die Zeit der schlaflosen Nächte (Zweiteiler)
- 1969: Unbekannte Bürger (Fünfteiler)
- 1970: Junge Frau von 1914
- 1971: Nachtasyl
- 1973: Die sieben Affären der Doña Juanita (Vierteiler)
- 1974: Heiße Spuren
- 1979: Der Menschenhasser (Theateraufzeichnung)
- 1980: Yvonne
- 1980–1982: Hotel Polan und seine Gäste (Dreiteiler)
- 1983: Der Kunstfehler
- 1984: Bali
- 1984: Gnadenlos
- 1984: Haus Excelsior
- 1986: Was zu beweisen war
- 1986: Brücke am schwarzen Fluß (Zweiteiler)
- 1987: Schlüsselblumen (Zweiteiler)
- 1989: Lockvögel
- 1990: Gefährliche Verführung (Zweiteiler)
- 1990: Kleine Leute
- 1991: Tote Briefe
- 1992: Tandem
- 1997: Pension Schöller
- 2004: Freunde zum Essen
- 2007: Die Flucht (Zweiteiler)
- 2007: Die Jäger des Ostsee-Schatzes
- 2008: Tischlein deck dich
- 2023: Düstersee
- 2024: Kanzlei Liebling Kreuzberg

#### Fernsehserien und -reihen
- 1975: Polizeiruf 110: Ein Fall ohne Zeugen
- 1977: Polizeiruf 110: Vermißt wird Peter Schnok
- 1986: Detektivbüro Roth (Folge 1x20 Skandal im Schrebergarten)
- 1987–1999: Der Alte (verschiedene Rollen, 3 Folgen)
- 1988: Praxis Bülowbogen (Folgen 1x16–1x17)
- 1988: Rivalen der Rennbahn (Folgen 1x07–1x09)
- 1988: Liebling Kreuzberg (Folge 2x07)
- 1990: Spreepiraten (Folge 1x01)
- 1989: Drei Damen vom Grill (Folge 9x04)
- 1989–1995: Derrick (verschiedene Rollen, 3 Folgen)
- 1990: Abenteuer Airport (13 Folgen)
- 1990: Ron und Tanja (6 Folgen)
- 1992: Ein Heim für Tiere (Folge 8x09)
- 1992: Die Männer vom K3 (Folge 2x07)
- 1992: Sterne des Südens (42 Folgen)
- 1992: Happy Holiday (26 Folgen)
- 1993: SOKO 5113 (Folge 11x01)
- 1993: Glückliche Reise – Venedig
- 1994: Geheim – oder was?!: Olli in der Unterwelt (Pilotfilm)
- 1994: Tatort: Jetzt und Alles
- 1996: Ärzte: Weiß wie Schnee, rot wie Blut
- 1996: Mensch, Pia! (7 Folgen)
- 1996: Hallo, Onkel Doc! (Folge 2x10)
- 1996–98: Tatort als KHK Ernst Roiter:
  - 1996: Tod im Jaguar
  - 1996: Der Phoenix-Deal
  - 1996: Buntes Wasser
  - 1996: Krokodilwächter
  - 1997: Mordsgeschäfte
  - 1997: Schlüssel zum Mord
  - 1997: Geld oder Leben
  - 1997: Eiskalt
  - 1998: Blick in den Abgrund
  - 1998: Ein Hauch von Hollywood
  - 1998: Der zweite Mann
  - 1998: Berliner Weiße
- 1997: Das Geheimnis des Sagala (5 Folgen)
- 1998: Alarm für Cobra 11 – Die Autobahnpolizei (Folge 4x08)
- 1999: Polizeiruf 110: Über den Dächern von Schwerin
- 2000: Die Wache (Folge 7x16)
- 2005: Berlin, Berlin (Folge 4x12)
- 2005: Löwenzahn
- 2010–2012: Unser Charly (8 Folgen)
- 2013: Geschichte Mitteldeutschlands (Doku-Fernsehserie, Folge 15x05)
- 2019–2020: Dark (5 Folgen)
- 2020: Großstadtrevier (Folge: Der große Tanz)
- seit 2020: Abschied ist ein leises Wort
- 2022: Zimmer mit Stall: So ein Zirkus
- 2023: Oderbruch (8 Folgen)
- 2024: Ich bin ein Star – Showdown der Dschungel-Legenden
- 2024: Blutige Anfänger (Fernsehserie, Folge: "Die Staatsschützerin")

## Theaterrollen (Auswahl)
- 1968: William Shakespeare – Wie es euch gefällt; Rolle: Probstein (Regie: B. K. Tragelehn, HFF Potsdam)
- 1970: Maxim Gorki – Nachtasyl; Rolle: Schauspieler (Peter Kupke, Hans-Otto-Theater Potsdam)
- 1971: Bertolt Brecht: Der gute Mensch von Sezuan (Yang Sun, Flieger) – Regie: Benno Besson (Volksbühne Berlin)
- 1971: Heiner Müller: Weiberkomödie – Regie: Fritz Marquardt (Volksbühne Berlin)
- 1971: Carlo Gozzi: König Hirsch (Durandarte) – Regie: Benno Besson/Brigitte Soubeyran (Volksbühne Berlin)
- 1973: Arne Leonhardt: Der Abiturmann – Regie: Ernstgeorg Hering (Volksbühne Berlin – Stern)
- 1973: Molière: Der fliegende Arzt – Regie: Brigitte Soubeyran (Volksbühne Berlin – Rechtes Seitenfoyer)
- 1974: Alexander Kopkow – Der goldene Elefant; Rolle: Motschalkin (Fritz Marquardt, Volksbühne Berlin)
- 1975: Heiner Müller (Bearb.) – Wie es euch gefällt; Rolle: Jacques (Benno Besson, Volksbühne Berlin)
- 1977: Heiner Müller – Die Schlacht; Rolle: Engel (Manfred Karge und Matthias Langhoff, Volksbühne Berlin)
- 1986: William Shakespeare – Was ihr wollt; Rolle: Malvolio (B. K. Tragelehn, Düsseldorfer Schauspielhaus)
- 1988: Molière – Don Juan; Rolle: Sganarelle (B. K. Tragelehn, Düsseldorfer Schauspielhaus)
- 1992: Samuel Beckett – Endspiel; Rolle: Clov (Herbert König, Düsseldorfer Schauspielhaus)
- 1995: Eduardo De Filippo – Samstag, Sonntag, Montag; Rolle: Luigi Ianniello (David Mouchar-Samorai, Düsseldorfer Schauspielhaus)
- 1997–2007: Wilhelm Jacoby, Carl Laufs – Pension Schöller; Rolle: Eugen Schöller (Jürgen Wölffer, Komödie am Kurfürstendamm Berlin)
- 1999–2000: Mary Chase – Mein Freund Harvey; Rolle: Elwood P. Downd (Jürgen Wölffer, Komödie am Kurfürstendamm Berlin)
- 2002–2004: Donald Margulies – Freunde zum Essen; Rolle: Tom (Dietmar Pflegerl, Renaissance-Theater Berlin)
- 2005: Éric-Emmanuel Schmitt – Kleine Eheverbrechen; Rolle: Gilles (Fred Berndt, Komödie am Kurfürstendamm Berlin)
- 2008: Eduardo De Filippo – Filumena Marturano; Rolle: Domenico (Petra Luisa Meyer, Hans-Otto-Theater Potsdam)
- 2010: Francis Veber – Die Nervensäge; Rolle: Ralph (Jürgen Wölffer, Komödie am Kurfürstendamm Berlin)

## Hörspiele (Auswahl)
- 1973: Honoré de Balzac: Der Ehevertrag – Regie: Horst Liepach (Hörspiel (3 Teile) – Rundfunk der DDR)
- 1974: Brüder Grimm: Die kluge Bauerntochter (Läufer) – Regie: Dieter Scharfenberg (Kinderhörspiel – Litera)
- 1975: Brüder Grimm: Der gestiefelte Kater (1. Wache) – Regie: Dieter Scharfenberg (Kinderhörspiel – Litera)
- 1976: Helmut Bez: Zwiesprache halten (Bauleiter) – Regie: Joachim Staritz (Hörspiel – Rundfunk der DDR)
- 1976: Andrej Platonow: Wanja, der Bär und der Fisch (Wanja, der Soldat) – Regie: Dieter Scharfenberg (Kinderhörspiel – Litera)
- 1977: Peter Goslicki/Peter Troche: Glassplitter (Dieter) – Regie: Joachim Staritz (Hörspiel – Rundfunk der DDR)
- 1977: James Thurber: Walter Mittys Geheimleben (Staatsanwalt) – Regie: Achim Scholz (Hörspiel – Rundfunk der DDR)
- 1979: Leonid Solowjow: Nasreddin in Buchara (Chodscha Nasreddin) – Regie: Dieter Scharfenberg (Kinderhörspiel – Litera)
- 1980: Georg Büchner: Dantons Tod (Hérault) – Regie: Joachim Staritz (Hörspiel – Rundfunk der DDR)
- 1980: Volksbuch: Fortunatus’ Glückssäckel oder die Kunst, reich zu sein (Fortunatus) – Regie: Andreas Scheinert (Hörspiel – Litera)
- 1998: Michail Bulgakow: Der Meister und Margarita (Jeschua) – Regie: Petra Meyenburg (Hörspiel (30 Teile) – MDR)
- 2001: Die drei ???: Folge 100 Toteninsel (Professor Pheonix) – Regie: Heikedine Körting (Hörspiel – Europa)
- 2001: Matthias Scheliga: Schnecks Heimweg (Zwillingsforscher) – Regie: Barbara Plensat (Hörspiel – SFB/ORB)
- 2003: Dylan Thomas: Unter dem Milchwald (Willy Nilly) – Regie: Götz Fritsch (Hörspiel – MDR)
- 2004: Karin Fossum: Dunkler Schlaf – Regie: Götz Naleppa (Kriminalhörspiel – DLR)
- 2011: Die drei ??? Kids – Folge 22 (als Jimmy)
- 2019: Eugen Egner: Alter Ego – Regie: Annette Kurth (Hörspiel – WDR)[29]
- 2019: Eva Lia Reinegger: Immer dienstags. Typenstudie in einer Selbsthilfegruppe – Regie: Annette Kurth (Hörspielserie (4 Teile) – WDR)[30]

## Hörbücher
- 1987: Die Schustersfrau als Zarin. Deutsche Schallplatten, Berlin (Nachauflage)
- 1997: Der kleine König Dezember. Der Hör-Verlag, München
- 2001: Enigma. Der Audio-Verlag, Berlin
- 2001: Die drei ???: „Toteninsel“, (Folge 100), Rolle des Professor Phoenix (EUROPA)
- 2002: Fremde Blicke. Der Audio-Verlag, Berlin
- 2006: Dunkler Schlaf. Der Audio-Verlag, Berlin
- 2007: Der zerbrochene Krug. Argon-Verlag, Berlin
- 2008: Winfried Glatzeder liest Paul und ich. DAV, Berlin
- 2015: Winfried Glatzeder liest Die wunderbaren Jahre von Reiner Kunze, Regie: Petra Meyenburg, 115 Min., mp3-CD, MDR 2003/ Der Audio Verlag 2015